# Río de Oro-félsziget
A Río de Oro-félsziget avagy Wad ad-Dahab-félsziget egy az Atlanti-óceánba nyúló félsziget Nyugat-Szahara területén. Dakhla városa a félszigeten fekszik és a félszigetet ennek spanyol neve után Villa Cisneros-félszigetnek is nevezik.
Északkelet-délnyugati irányú a fekvése és kb. 40 km hosszan nyúlik el. A szélessége nagyjából egyenletes, négy és hét kilométer közötti. A keskeny Dakhla-öböl (Río de Oro-öböl) választja el a kontinenstől. A félsziget tengerszint feletti legmagasabb pontja nem éri el a 20 métert, az óceán felőli oldala magasabb, mint az öböl felőli.
A félsziget az atlanti partvonal egy kisebb kibukkanásával kezdődik. amit Roque Cabrónnak neveznek. Egy másik földnyelvet, mely innen 26 km-rel távolabb található Archipres Grandénak neveznek. A félsziget délen lévő végén két fok található, melyek közül az óceán felőli a Punta Durnford. Ez alacsony fekvésű, sziklás és homokdűnés terület. Az öböl felőli fok a Punta de la Sarga, amely alacsony és homokos. E kettő között található a világítótoronynak helyt adó Punta Galera. A félsziget alsó harmadán, az öböl felőli parton található a horgonyzóhellyel és kikötői létesítményekkel rendelkező százezer lakosú Dakhla városa.
A Punta Durnfordnál került sor az első világháború egyik első tengeri összecsapására, a Río de Oró-i ütközetre egy brit cirkáló és egy német segédcirkáló között.